# Gorgeous Grampa
Gorgeous Grampa, titulado El Abuelo Glamoroso en Hispanoamérica y El abuelo, seductor en España, es el decimocuarto episodio de la vigesimocuarta temporada de la serie animada Los Simpson, y el número 522 de la misma. Fue dirigido por Chuck Sheetz, y emitido el 3 de marzo de 2013 en Estados Unidos por FOX, y el 23 de junio de 2013 en Hispanoamérica.

## Sinopsis
Todo comienza con Homer viendo un reality show llamado Storage Battles y ve que puede ganar dinero bajo la misma idea del programa. Pronto, decide participar en una subasta con gente de Springfield, ganando una bodega por $1000. En compañía de su familia, examinan el contenido del almacén y se encuentran con ropa extravagante, artículos de maquillaje, pelucas y revistas de hombres musculosos, objetos que le pertenecían al Abuelo. Esto hace que Marge piense que su suegro es gay pero mantuvo su secreto por muchos años.
Entonces, Homer y Marge planean una cita secreta para Abe en un parque, cuyo involucrado resulta ser Smithers; pero el plan falla cuando éste y Abe no se entienden y Marge le pide que declare abiertamente que es gay, a lo que el abuelo se molesta por suponerlo. Con todo eso, llega el Sr. Burns para sólo sentirse admirado por ver a Abe con una peluca, y lo llama "Glamorous Godfrey" (Glamoroso Godofredo).
Bajo la declaración de Burns, el abuelo confiesa que en el pasado, fue luchador profesional cuyo nombre artístico era "Glamorous Godfrey" y que se caracterizaba por ser bastante extravagante, vanidoso, tramposo y odiado por los fanáticos. Y aunque esto era sólo parte de su personaje, lo malo era que lo odiaban en realidad, siendo despreciado en todo sitio al que iba; razón por la que decidió dejar la lucha libre profesional y guardó todos sus atuendos y elementos de luchador en la bodega que posteriormente Homer adquirió.
Es cuando Burns le hace saber que él era su mayor fanático con todos sus recuerdos y colecciones referidos a él y lo invita a cenar junto a Bart, quien admira a su abuelo por su personaje de luchador. Durante la cena, Burns busca convencer a Abe de volver al ring, y aunque éste no quería pues ser odiado era algo malo para él, finalmente accede cuando Burns lo hace cambiar de opinión con su propia imagen de tirano que tiene en la ciudad de Springfield. Es así como Abe participa en varios eventos de lucha libre con Burns como mánager, quien lo motiva a ser odiado. Esta actitud termina siendo replicada por Bart quien debido a su fanatismo, se vuelve arrogante, presumido y extravagante en todo evento público.
Esto pone molesto a Marge y a Homer pues la gente se van contra ellos a causa del comportamiento de Bart, por lo que éste va a confrontar a Abe y a Burns, pero esto sólo hace que el abuelo se sienta orgulloso por su nieto, y Burns lo motiva a impulsar a Bart en la lucha libre bajo el nombre de "Beautiful Bart" (Hermoso Bart). Para el día del evento, Marge se presenta en camerinos para hablar con su suegro y le pide que piense en su nieto por la actitud que ha empezado a tomar. Y aunque inicialmente la ignora, pronto se da cuenta de que a Bart no le importa ser odiado en verdad y trata mal a los demás, esto debido a su personalidad malévola.
Estando en el ring, Abe anuncia que "Glamorous Godfrey" ha muerto y decide presentarse bajo su nuevo personaje de "Honest Abe" (Honesto Abe) y le cambia el atuendo a Bart, renombrándolo como "Laddie Liberty" (Niño Libertad). Esto molesta a Burns pues le gustaba más el personaje anterior de Abe y comienza a desquitarse con Bart, insultándolo. Presenciando su actitud ante el niño, Abe desafía a Burns a una lucha en el evento principal de la noche y comienza a atacarlo con técnicas de lucha libre, logrando vencerlo con ayuda de Bart. Esto hace que la gente los aplauda y los aclamen, dando sensación de felicidad a Abe, quien se retira oficialmente como luchador.
Durante los créditos, se muestra que Burns pone todas sus colecciones de "Glamorous Godfrey" en una bodega junto a Smithers, mientras que Bart y Abe practican lucha libre en casa, con una silla de lucha libre guardada en la casa del árbol.